# Los Pareos
Los Pareos är en ort i Mexiko.   Den ligger i kommunen Ario och delstaten Michoacán de Ocampo, i den södra delen av landet, 280 km väster om huvudstaden Mexico City. Los Pareos ligger 1 718 meter över havet och antalet invånare är 127.
Terrängen runt Los Pareos är bergig. Runt Los Pareos är det ganska glesbefolkat, med 48 invånare per kvadratkilometer. Närmaste större samhälle är Ario de Rosales, 5,4 km sydost om Los Pareos. I omgivningarna runt Los Pareos växer huvudsakligen savannskog.